# Prima guerra barbaresca
La prima guerra barbaresca del 1802, in inglese nota come Barbary War, fu la prima guerra combattuta dagli Stati Uniti d'America al di fuori dal territorio americano. Le guerre barbaresche furono combattute tra Stati Uniti e le potenze costiere del Maghreb: il Sultanato del Marocco e le reggenze di Algeri, Tripoli e Tunisi.

## Cause del conflitto
Le reggenze di Algeri, Tripoli e Tunisi avevano acquisito il ruolo di vere e proprie entità statali autonome a partire dal XVII secolo. Pur appartenendo formalmente all'Impero ottomano, queste città godevano di un'indipendenza di fatto. Allo stesso tempo dovevano provvedere in modo indipendente alle loro esigenze economiche che soddisfacevano con l'attività di guerra di corsa. Fino a quando le colonie americane facevano parte dei territori inglesi di oltremare, tutte le navi mercantili provenienti dal Nord America venivano protette dalla Royal Navy, che negli anni era giunta con i corsari a un precario accordo di pace.
Con la dichiarazione di indipendenza degli Stati Uniti d'America però, a partire dal 1783 le navi mercantili americane non godevano più di alcuna protezione da parte della Royal Navy, e il neo-fondato Stato doveva quindi proteggere in modo indipendente i propri interessi nell'area del Mediterraneo. Per scongiurare il pericolo di attacchi da parte dei corsari il governo statunitense decise di pagare un tributo ai vari pascià, affinché questi consentissero il passaggio delle navi mercantili per quelle acque senza che queste venissero attaccate. Il Congresso approvò quindi nel 1784 un budget annuo da mettere a disposizione per finanziare i tributi e istruì i rispettivi ambasciatori in Francia e in Inghilterra (Thomas Jefferson e John Adams), affinché questi raggiungessero un accordo con gli ambasciatori del pascià di Tripoli a Londra.
Nel 1786 Jefferson e Adams incontrarono a Londra l'ambasciatore del pascià di Tripoli Sidi Hajji Abd al-Rahman, anche noto come Sidi Hajji ʿAbd al-Rahman Adja, ma non furono in grado di stipulare un accordo a causa della somma di denaro eccessivamente elevata richiesta dall'emissario del pascià. Jefferson riferì dell'incontro all'allora segretario di stato John Jay che riportò a sua volta i termini dell'incontro al Congresso. Benché Jefferson avesse sconsigliato di pagare il tributo richiesto dal pascià, il Congresso decise in definitiva di acconsentire al pagamento pur di preservare gli interessi economici nell'area mediterranea, pagando un tributo annuo che si aggirava intorno al milione di dollari; tributo che venne pagato fino all'anno 1800.

## Il conflitto

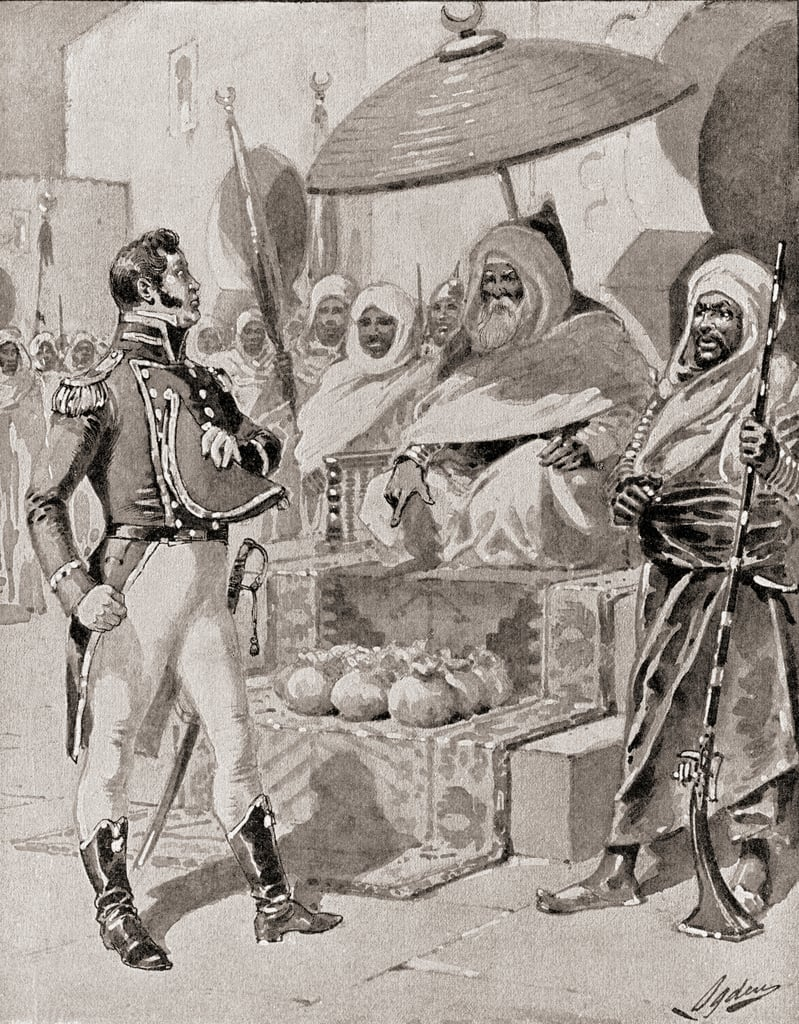
Il cap. Bainbridge paga il tributo al Dey di Algeri.

Con la nomina a presidente degli Stati Uniti di Thomas Jefferson nel 1801 il pascià di Tripoli richiese alla nuova amministrazione il pagamento di ulteriori 225 000 dollari, affinché gli accordi presi in passato rimanessero validi. Jefferson si rifiutò di pagare il tributo e il pascià fece in risposta abbattere l'asta della bandiera di fronte al consolato americano di Tripoli (atto che si ripeté poi in Marocco, ad Algeri e Tunisi). Questo atto, che equivaleva a una vera e propria dichiarazione di guerra, fu quindi quello che segnò l'inizio del conflitto.
In risposta, Jefferson inviò un gruppo di fregate per difendere i mercantili americani e gli interessi statunitensi in questi territori, ordinando ai rispettivi capitani di attaccare tutti i battelli ostili in queste acque.
Il 31 maggio 1801, il commodoro Edward Preble si recò a Messina, nel Regno di Sicilia, alla corte del re Ferdinando IV. Il regno era in guerra con Napoleone, che aveva occupato il Regno di Napoli, ma Ferdinando fornì agli americani manodopera, artigiani, rifornimenti, cannoniere, mortai e i porti di Messina, Siracusa e Palermo da utilizzare come basi navali per il lancio di operazioni contro Tripoli.
Il pascià, che sapeva di non poter competere in mare aperto con la potenza di fuoco delle imbarcazioni statunitensi, evitò quindi di fatto ogni genere di scontro. Allo stesso tempo però la questione risultava irrisolta e l'anno seguente Jefferson ordinò l'invio di ulteriori sette navi per preparare un blocco navale della città di Tripoli. Fu quindi disposta una squadra, composta tra l'altro dalle seguenti unità: USS Argus, USS Chesapeake, USS Constellation, USS Constitution, USS Enterprise, USS Intrepid, USS Philadelphia e USS Syren. Le navi raggiunsero le coste del Maghreb nel corso del 1802.

## Le battaglie

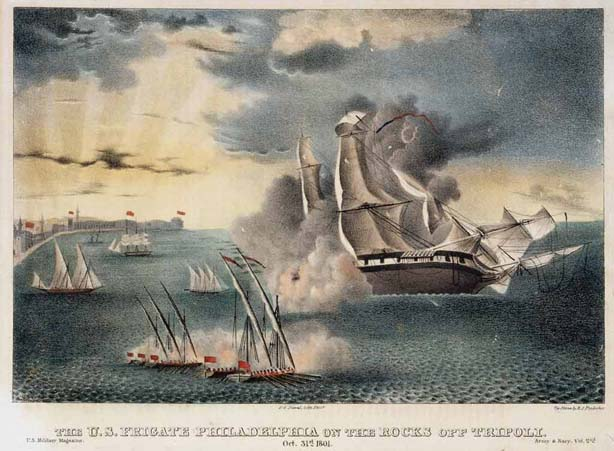
La USS Philadelphia arenata viene attaccata dai corsari

Nell'ottobre del 1803 la nave USS Philadelphia si arenò durante un pattugliamento sotto costa e i corsari non si fecero sfuggire l'occasione. Assaltarono la nave dando luogo a un violento scontro a fuoco con l'equipaggio della Philadelphia. Nonostante la resistenza opposta dall'equipaggio del Philadelphia, i corsari riuscirono a impadronirsi dell'imbarcazione dopo diversi tentativi dei marinai di affondare l'imbarcazione prima che potesse cadere in mano nemica.
Circa trecento membri dell'equipaggio, tra i quali c'era anche il comandante William Bainbridge, vennero fatti prigionieri. Ai corsari riuscì infine di portare l'imbarcazione fino all'entrata del porto di Tripoli, dove fu ancorata e usata come batteria costiera contro un eventuale tentativo degli americani di assaltare il porto. La notte del 16 febbraio 1804 però il capitano Stephen Decatur Jr. decise di attaccare il porto di Tripoli con l'ausilio della USS Intrepid, un'imbarcazione di modeste dimensioni sottratta in precedenza ai corsari e successivamente rimessa in servizio con la marina statunitense.
Assieme a un piccolo gruppo del primo reggimento dei Marines, Decatur riuscì a prendere il controllo dell'USS Philadelphia, che venne immediatamente autoaffondata, permettendo ai marines di attaccare la città di Tripoli. Il 14 giugno 1804 nell'intento di affondare l'intera flotta del pascià ancorata nel porto di Tripoli il comandante dell'USS Intrepid, capitano Richard Somers tentò di condurre la propria imbarcazione riempita di esplosivo all'interno del porto per farla esplodere. La nave fu tuttavia colpita prima di raggiungere il porto ed esplose uccidendo Somers e tutto il suo equipaggio. Alla fine la situazione volse a favore degli statunitensi nel maggio del 1805 con la presa, via terra, della città di Derna.

## La pace
Indeboliti dal blocco navale e dai continui raid della marina americana, dopo aver subito la perdita della città di Derna il pascià Yusuf Karamanli accettò di cessare le ostilità firmando un trattato di pace il 10 giugno 1805. L'anno seguente (1806) anche il senato americano accettò la pace con la reggenza di Tripoli ponendo di fatto fine al conflitto.